# Stockdale, Pennsylvania
Stockdale är en ort i Washington County i delstaten Pennsylvania. Vid 2010 års folkräkning hade Stockdale 502 invånare.